# اتیل اولئیت
اتیل اولئیت (به انگلیسی: Ethyl oleate) یک ترکیب شیمیایی با شناسه پاب‌کم 5363269 است. که جرم مولی آن 310.51 g/mol می‌باشد. شکل ظاهری این ترکیب، مایع زرد روشن بی‌رنگ است.